# Martha Julia
Martha Julia López Luna (Culiacán, Sinaloa, 24 de fevereiro de 1973) é uma atriz mexicana. É conhecida no Brasil pelas suas telenovelas, Amigas y Rivales, La madrastra e Destilando amor, Cuando me enamoro, Por ella soy Eva e Corona de lágrimas.

## Biografia
Martha Julia iniciou sua carreira de atriz, quando foi morar na Cidade do México, e começou a atuar em telenovelas, interpretando a personagem Consuelo, na telenovela El premio mayor de 1995. Dois anos depois, ela volta a encarnar a mesma personagem na telenovela Salud, dinero y amor de 1997. Durante quatro anos ela deixou seu trabalho como atriz para se dedicar totalmente ao seu filho Ricardo, após sua separação.
Finalmente ela regressa a televisão no ano de 2001, na telenovela Amigas y rivales na que deu vida a personagem  Margarita. A partir de então, Martha Julia, trabalhou em sequentes telenovelas como Las vías del amor em 2002, Luciana y Nicolás de 2003, esta última foi gravada no Peru.
Em maio de 2004 entra como convidada na casa do "Big Brother México VIP 3". Já em 2005, trabalhou na telenovela La madrastra, tendo grande destaque na trama com sua personagem malvada Ana Rosa, atuando com César Évora, Victoria Ruffo, Guillermo García Cantú, Sabine Moussier, entre outros da telenovela de grande audiência e sucesso.
Mais tarde em 2007 participa da telenovela Destilando amor, com outra personagem antagônica chamada Isadora. No ano de 2008 Martha integra o elenco da telenovela Alma de Hierro com a personagem  Paty, umas das principais na trama, sob a produção de Roberto Gómez Fernández.

## Vida pessoal
Martha Julia morou com o ator mexicano Gabriel Soto em 2005. Ela tem um filho chamado Richie, de um relacionamento anterior.

## Filmografia

### Televisão
| Ano  | Título                       | Personagem                                       | Notas                                               |
| ---- | ---------------------------- | ------------------------------------------------ | --------------------------------------------------- |
| 1995 | El premio mayor              | Consuelo Flores                                  |                                                     |
| 1997 | Salud, dinero y amor         | Consuelo Flores de Domínguez                     |                                                     |
| 2001 | Mujer, casos de la vida real | —                                                | Episódio: "Maldito amor"                            |
| 2001 | Mujer, casos de la vida real | Lili                                             | Episódio: "Tres las rejas"                          |
| 2001 | Amigas y rivales             | Margarita Reyes Retana                           |                                                     |
| 2002 | Las vías del amor            | Sandra Iribarren                                 |                                                     |
| 2002 | Mujer, casos de la vida real | Andrea                                           | Episódio: "Donde mores, no enamores"                |
| 2002 | Mujer, casos de la vida real | —                                                | Episódio: Loca pasión"                              |
| 2003 | Luciana y Nicolás            | Lorena Egúsquiza                                 |                                                     |
| 2004 | La parodia                   | Ela mesma                                        | Episódio: "Atuda mundo"                             |
| 2004 | Big Brother VIP              | Participante                                     | Reality show                                        |
| 2005 | La madrastra                 | Ana Rosa Márquez / Sofía Márquez                 |                                                     |
| 2005 | Olvidarte jamás              | Lucrecia Montero                                 |                                                     |
| 2007 | Destilando amor              | Isadora Duarte de Montalvo                       |                                                     |
| 2008 | Alma de Hierro               | Patricia "Paty" Jiménez de la Corcuera de Hierro |                                                     |
| 2010 | Soy tu dueña                 | Dama de honra                                    | Episódio: "19 de abril de 2010"                     |
| 2010 | Niña de mi corazón           | Támara Diez                                      |                                                     |
| 2010 | Cuando me enamoro            | Marina Sepúlveda                                 |                                                     |
| 2011 | Mi sueño es bailar           | Participante                                     | Reality show                                        |
| 2012 | Por ella soy Eva             | Samantha Antoniano                               |                                                     |
| 2012 | Como dice el dicho           | Silvana                                          | Episódio: "Cuando el rio suena"                     |
| 2012 | Corona de lágrimas           | Flor Escutia Barbola                             |                                                     |
| 2013 | Todo incluido                | —                                                |                                                     |
| 2013 | Por siempre mi amor          | Gabriela San Román                               |                                                     |
| 2015 | A que no me dejas            | Ileana Olvera                                    |                                                     |
| 2016 | Como dice el dicho           | Brenda                                           | Episódio: "Más vale pedir perdón que pedir permiso" |
| 2016 | La candidata                 | Jéssica Manjarrez                                |                                                     |
| 2017 | En tierras salvajes          | Alba Castillo Ortega de Escamilla                |                                                     |
| 2018 | Como dice el dicho           | Elena/ Olivia                                    | Episódio: "Lo que esta por pasar, pasará"           |
| 2018 | Por amar sin ley             | Denise Fernández                                 |                                                     |
| 2019 | El Club                      | Regina                                           | Série da Netflix                                    |
| 2021 | La mexicana y el güero       | Detective Vanessa Larios                         |                                                     |
| 2021 | Diseñando tu amor            | Patricia "Paty" Manrique De Castro de Vargas     |                                                     |
| 2022 | La madrastra                 | Florencia Linares de Tejada                      |                                                     |
| 2023 | Mi camino es amarte          | Marisol Ortiz                                    |                                                     |
| 2023 | Tierra de esperanza          | Adriana Espinoza / Violeta                       |                                                     |
| 2024 | Amor amargo                  | Magdalena Murray                                 |                                                     |

## Teatro
- Baño de mujeres (2013)[2][3]
- El tenorio cómico (2012) - María Inés[4]

## Prêmios e Indicações
| Ano  | Festival          | Categoria               | Nomeações       | Resultado |
| ---- | ----------------- | ----------------------- | --------------- | --------- |
| 2008 | Prêmio TVyNovelas | Melhor Atriz Co-Estelar | Destilando amor | Indicada  |